# Хаднађев
Хаднађев је српско презиме карактеристично за Војводину.

## Историјат
Тачна година помињања овога презимена се не зна јер много тога је изгорело у ратовима, бунама или пробојима Турака на територију данашње Војводине, места настанка овог презимена, а при томе су паљене српске цркве где су искључиво постојали писани списи о рођеним, умрлим и венчаним. Искључиво ослањање само на усмена предања је непоуздано, па стога оно што се данас поуздано зна на основу преосталих писаних списа је то да се ово презиме први пут спомиње 20.01.1799. у матичним књигама рођених у Бечеју, када је уписано рођење Игњата, од оца Хаднађев Михајла и мајке Ане. Презиме датира из прве половине осамнаестог века, када су вршени први пописи становништва у Војводини. Попис је вршен тако што су се становници пописивани по кућама, па су тако и нека презимена настала „кућа Михајила Хаднађева“, па затим број укућана, сродство и година старости. Слично порекло имају и презимена Стражмештеров, Барјактарев и друга. И данас у Бечеју живи више породица Хаднађев, а потомци првих Хаднађевих су расељени широм Србије, а неколицина људи који носе презиме Хаднађев су у Панчеву, Београду или околини Београда, док неких чак има и на југу Србије, па и у Црној Гори.
- Једна битна чињеница је да је Војислав Хаднађев (од оца Милоша), један од ранијих потомака овог презимена, рођен 13.12.1921. године у Бечеју, провео око две године у логору Матхаузен, наставио ширење породице, која и данас постоји у Београду.

Тадашњи Срби који су били граничари у Аустроугарској и штитили су јужне границе краљевине и царства од надирања Турака. Срби тада дају себи разна презимена по занатима или са погрдним значењем, која су се задржала до данашњих дана по тој основи. Корен презимена Хаднађев потиче од речи Hadnagy која се користила у граничарској војсци Хабсбуршке монархије. Тачније то би означавало чин: поручника у граничарској војсци Срба, а што говори да је неко из неке породице имао такво војно звање. У архаичном српском речнику постоји реч Аднађ.

## Варијације презимена
Презиме Хаднађев има више својих варијација. Матица српска у Новом Саду има књигу под називом „Земља Шајкашка“ где постоје описи многих па и овога српског презимена. Постоји једна занимљивост, с обзиром на то да се презиме налази махом углавном код Срба насељених у југоисточним деловима Панонске низије, у близини града Шапца у општини Рума, постоји село Кленак где је велики број становника који носе презиме Хаднађев.